# Libera Chat
Libera Chat, reso graficamente come Libera.Chat, è una rete di server IRC per progetti liberi e open source. È stata fondata il 19 maggio 2021 da ex-membri dello staff di Freenode in risposta alla presa del comando del progetto Freenode da parte di Andrew Lee, fondatore di Private Internet Access. 

## Storia

### Freenode
Nel 2017, l'allora capo dello staff di freenode, Christel Dahlskjaer, costituì una nuova società dal nome Freenode Limited, di cui trasferì la proprietà all'imprenditore del settore tecnologico Andrew Lee (rasengan su IRC). Dahlskjaer e Lee dichiararono lo scopo della compagnia sarebbe stato esclusivamente finanziare la rete Freenode e organizzare le conferenze Freenode #live. Lo staff non fu messo a conoscenza dei contenuti dell'accordo nel 2017, ma gli fu garantito che Freenode avrebbe continuato a operare alla stessa maniera e la compagnia avrebbe esclusivamente gestito fondi e conferenze.
A maggio 2021, tra i venti e i trenta membri dello staff di Freenode diedero le dimissioni dopo quello che definirono un tentativo di "acquisizione ostile [del comando]" da parte di Andrew Lee. A febbraio 2021, Christel Dahlskjaer aggiunse al sito ufficiale di Freenode il logo della compagnia Shells cofondata da Lee. A seguito di critiche da parte dello staff, Dahlskjaer si dimise dal proprio ruolo all'interno di Freenode. Dahlskjaer fu sostituita da Tom Wesley (tomaw su IRC) a seguito di un'elezione da parte del resto dello staff. Fu pubblicato un post per spiegare i cambi di leadership, che fu poi, secondo le dichiarazioni degli ex-membri dello staff, rimosso da Andrew Lee. Hackaday riportò che un associato di Andrew Lee, Shane Allen (nirvana su IRC) aveva più volte affermato di essere vicino ad una promozione a membro dello staff e aveva iniziato a reclutare nuovi membri per lo staff di Freenode. Hackaday riportò anche che Allen aveva offerto delle donazioni per il progetto Alpine Linux ad Ariadne Conill, capo della squadra di sicurezza del progetto Alpine Linux, se quest'ultima avesse supportato le rivendicazioni di Andrew Lee. Il giorno 11 maggio 2021, Lee nominò un nuovo gestore per l'infrastruttura di Freenode e pubblicò una dichiarazione nella quale accusava i membri dello staff di aver cacciato abusivamente Dahlskjaer. Lo staff di Freenode si dimise in massa, e una parte pubblicò dichiarazioni per chiarire il proprio punto di vista sulla vicenda. Alcuni accusarono Lee di aver minacciato legalmente Wesley.
Lee negò di fronte alle accuse, dichiarando di aver finanziato Freenode per milioni di dollari e accusando Wesley di aver molestato Dahlskjaer e aver tentato una "acquisizione ostile" del progetto. Lee dichiarò successivamente di avere diritto all'accesso ai server di Freenode in quanto proprietario di Freenode Limited.

### Libera Chat
Dopo le dimissioni da Freenode, alcuni degli ex-membri dello staff fondarono Libera Chat il 19 maggio 2021. Libera Chat è descritto come un successore di Freenode, con un focus verso i "progetti liberi e open source e altri sforzi collaborativi simili". Diversi progetti maggiori hanno da allora spostato i propri canali da Freenode a Libera Chat o altre reti IRC.